# Либеральная партия Азербайджана
Либеральная партия Азербайджана (ЛПА) (азерб. Azərbaycan Liberal Partiyası) — политическая партия Азербайджана.
Создана 3 июня 1995 года бывшим государственным секретарем Азербайджана профессором Лалой Шевкет.
Количество членов партии превышает 50 тысяч человек. Партия имеет более 60 районных организаций. Высшими органами партии являются Съезд, Политсовет и Исполком.
Исполняющий обязанности председателя ЛПА — Аваз Темирхан. Председатель Исполкома ЛПА — Эльман Мамедзаде.